# Forest Hills Challenger 2004
Il Forest Hills Challenger 2004 è stato un torneo di tennis facente parte della categoria ATP Challenger Series nell'ambito dell'ATP Challenger Series 2004. Il torneo si è giocato a Forest Hills negli Stati Uniti dal 10 al 15 maggio 2004 su campi in terra verde.

## Vincitori

### Singolare
Juan Pablo Guzmán ha battuto in finale  Edgardo Massa che si è ritirato sul punteggio di 7–6(7), 3-1

### Doppio
Jason Marshall /  Bruno Soares hanno battuto in finale  Michael Berrer /  Wang Yeu-tzuoo con il punteggio di 7–6(5), 6–3